# Markt 6 (Meißen)

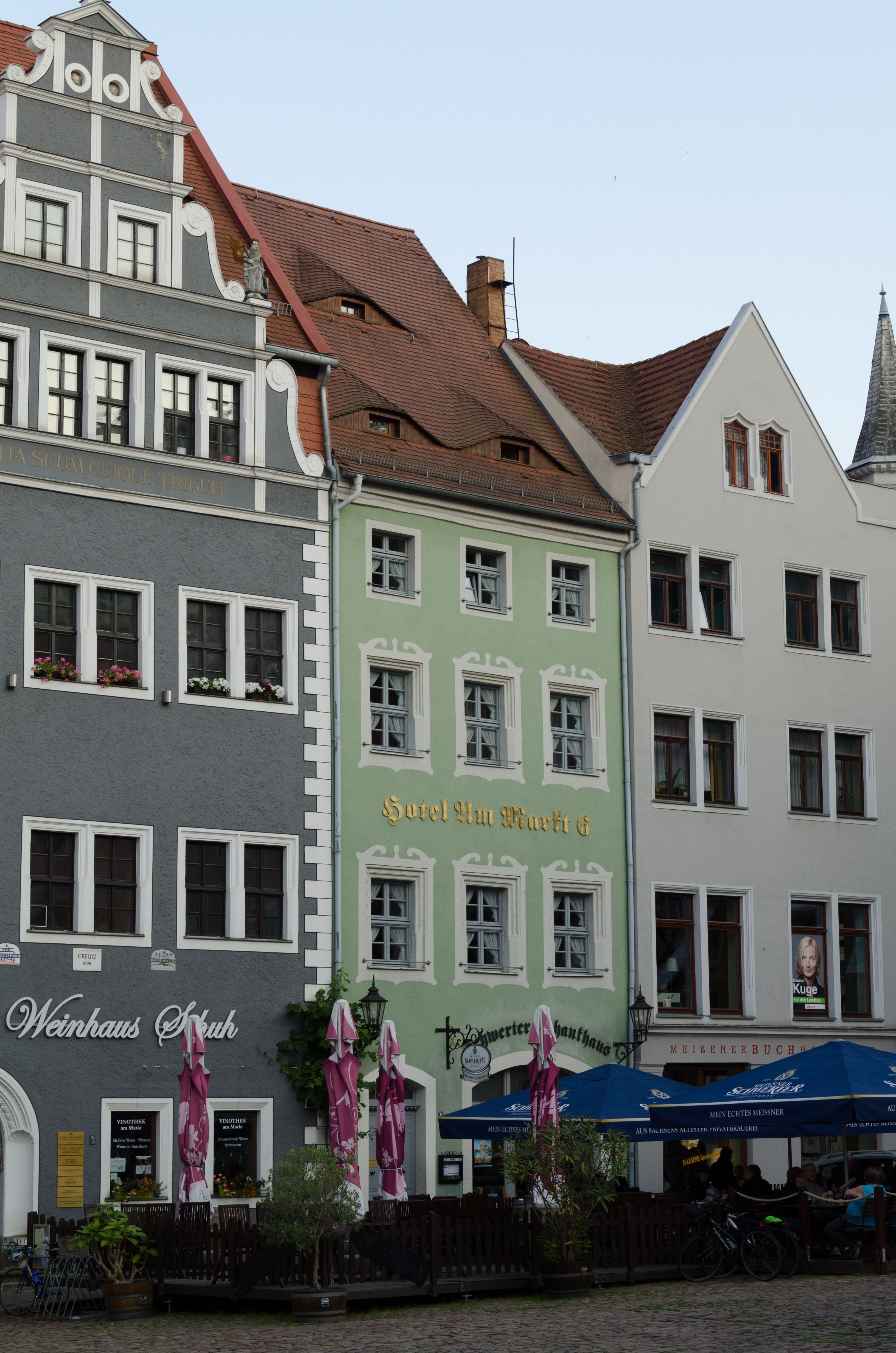
Markt 6 (Meißen)

Das Haus Markt 6 in Meißen ist ein Bürgerhaus im Stil der Renaissance, das barock überarbeitet wurde und vor einer Neubauplanung in den 1980er Jahren noch rechtzeitig bewahrt werden konnte. Es steht unter Denkmalschutz.

## Geschichte und Architektur
Das Bürgerhaus mit Gewölbe stammt im Kern aus dem 15. Jahrhundert und enthält Bauteile aus der Zeit bis 1600; ein drittes Obergeschoss wurde im 18. Jahrhundert aufgesetzt. Nach 1991 erfolgten denkmalpflegerische Untersuchungen und eine Sanierung für eine gastronomische Nutzung (Schwerter Schankhaus und Hotel).
Dabei blieben umfangreiche Wandmalereien aus dem 18. Jahrhundert, eine Stabbohlenwand, profilierte Sandsteinkonsolen mit Blendbogenarchitekturen, sowie Ausstattungstücke aus dem 19. Jahrhundert wie etwa ein Treppengeländer erhalten.
Die nur etwa 7 m breite Parzelle dieses Hauses ist noch so breit wie die Grundstücke und Häuser der Marktumbauung aus der Stadtgründungszeit um 1250.
Das Bauwerk wurde, wie die meisten Bürgerhäuser in Meißen, in mehreren Baukampagnen erbaut. Die ältesten Bauteile sind noch in einem Keller auf der Hofseite mit einem Gewölbe aus Gussmauerwerk aus dem 15. Jahrhundert erhalten, der etwa 10 m hinter der heutigen Marktfassade zurückgesetzt ist. An dieser Stelle stand ursprünglich ein Giebelhaus, das auf alten Stadtansichten Meißens aus den Jahren 1558 und 1602 noch zu sehen ist und später überbaut wurde.
Der Hausgrundriss ist mit einem Raum auf der Straßenseite, einer Küche und Treppe dahinter und einer Stube auf der Hofseite typisch für die Grundstruktur von Bürgerhäusern in Meißen, wobei in den Obergeschossen der straßenseitige Raum jeweils in zwei Teile gegliedert ist. Dieser tiefgestaffelte Grundriss machte ein giebelständiges Dach erforderlich. Für derartige Bauwerke wurde die Fassade dreiachsig gestaltet. Die noch erhaltenen Bauteile des heutigen Gebäudes zeigen in den Fenstergewänden des ersten und zweiten Stocks die zeittypischen Profile aus der Zeit bis etwa 1600. Im Erdgeschoss ist das Kreuzgewölbe in der hinteren Stube heute öffentlich einsehbar, davor ist in einem etwas kleineren Raum die frühere Schwarzküche des Hauses noch erkennbar. Im dritten Obergeschoss ist nur die Fassade massiv in Stein ausgeführt, die übrigen Wände in Fachwerk. Das hohe Satteldach des Hauses stammte ursprünglich aus dem 18. Jahrhundert.
Diese historischen Bauteile bilden zusammen mit dem Bauwerk Markt 5 die höchsten Gebäude der Südseite des Marktplatzes. Im Innern sind profilierte Konsolen aus Sandstein mit Blendbögen erhalten.
In den Bauwerksuntersuchungen, die vor 1990 begannen, konnten umfangreiche Wandmalereien auf den Putzflächen (darunter Vorhangmalereien vermutlich aus dem 18. Jahrhundert) und eine profilierte Stabbohlenwand (erstes Obergeschoss, an Südwand der Stube) nachgewiesen werden. 
Weiterhin wurden aufwändige Raumgestaltungen aus der Mitte des 19. Jahrhunderts, wie hölzerne Wandtäfelungen und Treppengeländer aufgefunden, welche auf umfangreiche Anpassungen des Hauses an gestiegene Ansprüche in hoher handwerklicher und künstlerischer Qualität hindeuten.

## Weitere historische Besonderheiten
Nach den Schäden im Dreißigjährigen Krieg mit dem Schwedeneinfall am 6. und 7. Juni 1637, welcher zu zahlreichen Zerstörungen in der Stadt führte, wird das Haus als „wüst und eingerissen“ genannt.
Bis zum Jahr 1986 wurden das Erdgeschoss und das erste Obergeschoss als Bäckerei, die weiteren Obergeschosse als Wohnung genutzt. Die Seitenflügel und das Hinterhaus gerieten in Verfall. Im Jahr 1987 gab es daher Planungen, das Haus durch ein in der Bauakademie der DDR entwickeltes Betonplattenbauwerk mit Betonbalken in der Dachkonstruktion zu ersetzen; diese Bauweise war für Lückenschließungen in Altstädten entwickelt worden und wurde in Meißen in dem Quartier zwischen Görnischer Gasse und Neugasse angewandt. Diese Planungen gelangten wegen der Wende 1989 nicht mehr zur Ausführung.

## Entwicklung nach der Wende
Die Zielsetzung der Restaurierung von 1983 wurde 1991 um wichtige Punkte ergänzt, so etwa die Wandmalereien, die Stabbohlenwand und die Ausstattungsgegenstände aus dem 19. Jahrhundert. Die kräftige, 12,5 m tiefe Dachkonstruktion mit drei Geschossen war eingesunken und zusätzlich durch eingedrungenes Wasser geschädigt; sie wurde zu Beginn der 1990er Jahre abgebrochen und durch ein Notdach ersetzt (ähnlich wie bei den Bauwerken Marktgasse 1 sowie Markt 3 und Markt 4).
Nach der Privatisierung des Bauwerks wurde das Dach neu aufgebaut und das Haus in den 1990er Jahren modernisiert; danach wurde es als Hotel unter Bewahrung der historischen Baustruktur und Teilen der Ausstattung neu ausgebaut.